# イッシー
イッシーは、鹿児島県指宿市の池田湖に生息していると言われるUMA。ネッシーから名前を取ったと言われている。

## 目撃情報
初めて目撃されたのは、1961年（昭和36年）頃とされる。
1978年（昭和53年）9月3日18時頃、法事のため集まっていた20人以上が同時に目撃したと証言しており、有名となったのはこの時である。同年12月16日には、イッシーとされる写真が初めて撮影され、指宿市観光協会に設けられたイッシー対策委員会より10万円を贈呈されている。
1991年（平成3年）1月4日には、指宿スカイラインをドライブしていた福岡市在住の一家が、家庭用ビデオカメラで湖中でうごめく黒い物体の撮影に成功し、再び地元は盛り上がった。

## 正体
- 体長は約10メートルから20メートルと言われ、目撃の証言には「黒いコブのようなものが移動していた」というものが多い。正体は謎であるが、池田湖には2メートル級のオオウナギが多く棲んでいるとされ、巨大ウナギ説が有力である[4]。この他、出現時期から池田湖に放流された大型魚、ハクレンの群の魚影の誤認ではないかとも言われる。ただ、コブが何であったかについては不明。
- 過去数回、テレビ番組の企画で魚群探知機などを使いイッシーらしき物体の正体を調べているが、水が濁っているため鮮明な画像を撮影することができず、明確な結論は得られていない。

## その他
- 池田湖畔には、2体のイッシー像が置かれている。1979年（昭和54年）には、約20名の漫画家と共に池田湖を訪れた松本零士が「ネッシーのイメージが頭にあるが、こっちが本家本元になるような、ネッシーの5倍くらいあるような、古代怪獣と宇宙的なものが織り交ざったような怪奇なものを描いてやる」と、龍のような姿で体表が赤と白のイッシーを描き「夢は一番大事。夢をかけて水面を見る。（イッシーが）いると思うだけでも楽しい」と発言[5]。松本が描いたイッシーは、池田湖の湖畔にあり土産販売やレストランなどがある店「池田湖パラダイス」に飾られている[5]。
- 『空想歴史読本』の作者である円藤祥之は『空想科学論争!』の対談の中で、イッシーの姿を撮影すると賞金がもらえると聞いて、では捕まえたらいくらもらえるかと指宿市役所の職員に電話で聞くと、「湖の守り神だから捕まえてはいけません」と真剣な調子で言われた経験があると語っていた。